# Secundus von Abula
Secundus von Abula war einer von sieben Bischöfen, die von Petrus und Paulus nach Spanien gesandt worden sein sollen. Die alte Stadt Abula heißt heute Abla (Provinz Almería).
Die Überlieferung zu diesen „Sieben Apostolischen Männern“ („siete varones apostólicos“) nennt neben Secundus als Bischof von Abula (heute: Abla) Torquatus von Acci (heute: Guadix, Provinz Granada), Ctesiphon von Vergium (heute: Berja), Caecilius von Illiberis (heute: Granada), Indaletius von Urci (heute: Almería), Hesychius von Carteia (heute: Cazorla) und Euphrasius von Illiturgum (heute: Andújar).
Diese Überlieferung entstammt dem Martyrologium von Lyon aus dem Jahr 806, das wiederum auf einer Quelle aus dem 5. Jahrhundert beruht. Handschriften aus dem 10. Jahrhundert zufolge sollen die sieben Männer in Cádiz an Land gegangen sein, wo sie von der einheimischen Bevölkerung verfolgt, aber auf wunderbare Weise errettet worden sein sollen. Die historische Existenz dieser Bischöfe ist zweifelhaft, auch wenn Papst Johannes Paul II. bei einem Spanienbesuch im Jahr 1982 explizit auf die sieben Bischöfe als Missionare Spaniens hinwies.
Gemeinsamer Gedenktag der Heiligen ist der 1. Mai. Des Heiligen Secundus wird außerdem am 2. Mai gedacht.